# (1941) Wild
(1941) Wild (1931 TN1) – planetoida z grupy pasa głównego asteroid okrążająca Słońce w ciągu 7,93 lat w średniej odległości 3,97 j.a. Odkryta 6 października 1931 roku.